# Joaquim Homs
Joaquim Homs i Oller ( Barcelona, 21 de agosto de 1906 - íd. 9 de septiembre de 2003) fue un compositor de música español.

## Biografía
Nació el 21 de agosto de 1906 en la ciudad de Barcelona. Interesado por la música desde su infancia, inició estudios de violoncelo finalizándolos en el año 1922. Posteriormente estudió ingeniería industrial, profesión que codeó con su pasión por la música y la composición.
Miembro de la Associació Catalana de Compositors (Asociación Catalana de Compositores), fue escogido su primer presidente en el año 1974, y en el 1989 fue nombrado miembro de la Real Academia de Bellas Artes de Sant Jordi. 
El año 1981 fue galardonado con la Medalla d'Or al Mèrit Artístic (Medalla de Oro al Mérito Artístico) por el Ayuntamiento de Barcelona. Posteriormente, en el 1986 con la Creu de Sant Jordi por la Generalidad de Cataluña, en el 1993 con la "Medalla de Oro al Mérito de las Bellas Artes" por el Ministerio de Cultura y en el 1999 con el Premio Nacional de Música de Cataluña.
Murió el 9 de septiembre de 2003 en su residencia de Barcelona.
El fondo personal de Joaquim Homs se conserva en la Biblioteca de Cataluña.

## Carrera musical
Discípulo de Robert Gerhard con quien amplió sus conocimientos musicales entre 1931 y 1938, su música ha sido un punto de enlace entre la generación del 27 y las vanguardias. Interesado por solucionar la crisis musical de la tonalidad que amenaza a la música en su momento, llegó a la conclusión que el dodecafonismo de Arnold Schönberg era la solución al problema.
Autor de más de 120 obras instrumentales y 50 vocales, participó a lo largo de su carrera en los mejores festivales internacionales de música de Europa y Norteamérica.

## Estudio crítico
En el año 2006, coincidiendo con el centenario de su nacimiento, se defendió en la Universidad de Oviedo la tesis doctoral sobre su figura realizada por Ignacio José Valdés Huerta con el título de Joaquim Homs y su obra (1906-2003).